# Reprezentacja Uzbekistanu w koszykówce mężczyzn
Reprezentacja Uzbekistanu w koszykówce mężczyzn – drużyna, która reprezentuje Uzbekistan w koszykówce mężczyzn. Za jej funkcjonowanie odpowiedzialny jest Uzbecki Związek Koszykówki.
Nigdy nie zakwalifikowała się do udziału w igrzyskach olimpijskich oraz mistrzostwach świata. 
Sześciokrotnie brała udział w mistrzostwach Azji. W 1995 roku zajęła najlepszą w historii, 7. pozycję.

## Udział w imprezach międzynarodowych
- Mistrzostwa Azji
  - 1995 – 7. miejsce
  - 1999 – 9. miejsce
  - 2001 – 9. miejsce
  - 2003 – 14. miejsce
  - 2005 – 11. miejsce
  - 2009 – 14. miejsce
  - 2011 – 12. miejsce